# Pygophora floresana
Pygophora floresana är en tvåvingeart som först beskrevs av Willi Hennig 1952.  Pygophora floresana ingår i släktet Pygophora och familjen husflugor. Inga underarter finns listade i Catalogue of Life.